# Свети Аквила и Прискила
Свети Аквила и Прискила су личности Новог завета, познате по блиској сарадњи са светим апостолом Павлом и посвећености ширењу хришћанства.
Били су пореклом из Понта. Због едикта цара Клаудија којим су Јевреји протерани из града, били су приморани да са осталим Јеврејима напусте Рим. Настанивши се у Коринту, упознали су светог Павла, са којим су делили не само веру, већ и занат справљања шатора. Њихова кућа је постала центар локалнр хришћанску заједницу. Акила и Прискила су били домаћини састанцима верника у свом дому, претварајући свој домаћи простор у домаћу цркву, место молитве, богослужења и братског делања. Ова улога гостопримства и подршке била је од суштинског значаја за раст ране Цркве. Када се апостол Павле преселио у Ефес, Акила и Прискила су га пратили, настављајући своје дело ширења Јеванђеља. У Ефесу су срели Аполоса, елоквентног проповедника који је познавао само Јованово крштење. Са великим смирењем и љубављу одвели су га у страну и прецизније му објаснили пут Божији, довршивши његово хришћанско образовање. Њихову мисију карактерисала је способност да комбинују породични и радни живот са сталним апостолским залагањем. Њихово сведочанство вере проживљено је кроз конкретне гестове добродошлице, учења и подршке хришћанским заједницама у настајању. Они су били Павлови поуздани сарадници, толико да их он помиње са љубављу и захвалношћу у својим писмима, признајући њихов допринос јеванђелској мисији. 
Аквила је традиционално наведен међу седамдесет ученика. Апостол Павла, их је описао као своје "колеге у Христу Исусу" (Римљанима 16: 3). Прискила је била жена јеврејске традиције и један од најранијих познатих хришћанских преобраћеника који су живели у Риму. Сматра се да је то први пример проповедника жене или учитеља у историји ране цркве. Заједно са супругом, била је слављена као мисионарка и пријатељ и сарадник апостола Павла. 
Спомињу се шест пута у четири различите књиге Новог завета, увек именовани као пар и никада појединачно. 
У Првој посланици  Коринћанима 16:19, апостол Павле представља Прискилу и Аквилу својим пријатељима у Коринту, указујући да је пар у његовом друштву. Пвле је у основао цркву у Коринту. Укључујући и њих у његовим поздравима подразумева да су и они укључени у оснивање те цркве. То се све догодило пре 54. године, када је цар Клаудије умро, а прогоне Јевреја из Рима је прекинут.
У Римљанима 16: 3-4, Павле посебно поздравља Прискилу и Акбилу и проглашава да су обоје "ризиковали животе" да спасу Павлов живот.
Традиција извештава да су Аквила и Прискила били заједно мученички пострадали.

## Извори
1. ↑  spazio+spadoni, An inhabitant of (2024-07-07). „Светитељ дана за 8. јул: свети Акила и Прискила”. Mission Spazio Spadoni (на језику: српски). Приступљено 2025-07-17.
2. ↑  Keller, Marie Noël (2010). Priscilla and Aquila: Paul's coworkers in Christ Jesus. Paul's Social Network: Brothers and Sisters in Faith. Collegeville, Minn: Liturgical Press. ISBN 978-0-8146-5284-8.
3. ↑  Bilezikian, Gilbert G. (1985). Beyond sex roles: a guide for the study of female roles in the Bible. Grand Rapids, Mich: Baker Book House. ISBN 978-0-8010-0885-6.